# Episodi di T.J. Hooker (quinta stagione)
La quinta e ultima stagione della serie televisiva T.J. Hooker è stata trasmessa in prima TV sulla CBS dal 25 settembre 1985 al 28 maggio 1986.
| nº | Titolo originale            | Titolo italiano                 | Prima TV USA      | Prima TV Italia |
| -- | --------------------------- | ------------------------------- | ----------------- | --------------- |
| 1  | The Ransom                  | Una figlia per riscatto         | 25 settembre 1985 |                 |
| 2  | Return of a Cop             | L'ultimo dinosauro              | 2 ottobre 1985    |                 |
| 3  | To Kill a Cop               | Caccia al poliziotto            | 9 ottobre 1985    |                 |
| 4  | Death is a Four Letter Word | Morte in diretta                | 6 novembre 1985   |                 |
| 5  | The Assassin                | L'attentato                     | 13 novembre 1985  |                 |
| 6  | Rip-off                     | Inchiesta per due               | 20 novembre 1985  |                 |
| 7  | Funny Money                 | Il falsario                     | 27 novembre 1985  |                 |
| 8  | Night Ripper                | Una lama nel buio               | 29 gennaio 1986   |                 |
| 9  | The Obsession               | Ossessione                      | 5 febbraio 1986   |                 |
| 10 | Taps for Officer Remy       | Spionaggio industriale          | 12 febbraio 1986  |                 |
| 11 | Nightmare                   | Incubo ad occhi aperti          | 19 febbraio 1986  |                 |
| 12 | Shootout                    | Colpo finale                    | 26 febbraio 1986  |                 |
| 13 | Murder by Law               | Uccise per legge                | 30 aprile 1986    |                 |
| 14 | Partners in Death           | Un bacio pericoloso             | 7 maggio 1986     |                 |
| 15 | Death Trip                  | Una guerra per la pace          | 14 maggio 1986    |                 |
| 16 | Blood Sport: Part I e II    | Blood Sport: parte I e II parte | 21 maggio 1986    |                 |
| 17 | Blood Sport: Part I e II    | Blood Sport: parte I e II parte | 21 maggio 1986    |                 |
| 18 | Into the Night              | Buio come la notte              | 21 maggio 1986    |                 |
| 19 | Deadly Force                | La luce che uccide              | 28 maggio 1986    |                 |

## Una figlia per riscatto
- Titolo originale: The Ransom
- Diretto da: William Shatner
- Scritto da: Judy Burns

### Trama
La figlia di Hooker viene rapita e tenuta in ostaggio: il colpevole è un ex poliziotto accusato di corruzione per aver avuto contatti con la mafia.

## L'ultimo dinosauro
- Titolo originale: Return of a Cop
- Diretto da: Cliff Bole
- Scritto da: Stephen Downing

### Trama
Hooker deve smascherare una gang che rapina i supermercati. Nel frattempo il sergente riceve la visita di suo padre John, poliziotto a riposo da dieci anni.

## Caccia al poliziotto
- Titolo originale: To Kill a Cop
- Diretto da: Chuck Bowman
- Scritto da: Paul Savage

### Trama
Un rapinatore appena uscito dal carcere uccide per vendetta l'agente Phil. In passato, il partner di questi lo aveva incastrato con una falsa testimonianza.

## Morte in diretta
- Titolo originale: Death is a Four Letter Word
- Diretto da: Bruce Seth Green
- Scritto da: James Schmerer

### Trama
Max, un poliziotto amico di Hooker, rimane sconvolto dall'assassinio della nipote. Hooker indaga e scopre che la ragazza prendeva parte a film pornografici.

## L'attentato
- Titolo originale: The Assassin
- Diretto da: Richard Compton
- Scritto da: Rick Husky

### Trama
In attesa dell'arrivo di una delegazione di politici russi, Hooker viene convocato dall'F.B.I. e dalla C.I.A. perché si teme un attentato.

## Inchiesta per due
- Titolo originale: Rip-off
- Diretto da: Cliff Bole
- Scritto da: Stephen Downing

### Trama
Un agente di polizia viene ucciso da Castro, un pericoloso trafficante di droga. Hooker cerca di smascherare Castro, ma viene ostacolato da un agente federale.

## Il falsario
- Titolo originale: Funny Money
- Diretto da: Michael Caffey
- Scritto da: Gerald Petievich

### Trama
Mentre sta dando la caccia ad una banda di falsari, Corrigan viene coinvolto in un conflitto a fuoco, uccidendo a breve distanza l'uno dall'altro due uomini.

## Una lama nel buio
- Titolo originale: Night Ripper
- Diretto da: Michael Caffey
- Scritto da: Don Ingalls

### Trama
Una ragazza viene uccisa e orrendamente mutilata con un coltello. Hooker chiede che il caso venga affidato alla sua squadra.

## Ossessione
- Titolo originale: The Obsession
- Diretto da: Phil Bondelli
- Scritto da: Rick Kelbaugh e Karen Klein

### Trama
Nel tentativo di sventare una rapina, Stacy viene presa in ostaggio da tre rapinatori. Hooker e Corrigan si rendono conto che l'impresa è più ardua del previsto.

## Spionaggio industriale
- Titolo originale: Taps for Officer Remy
- Diretto da: Reza Badiyi
- Scritto da: Chuck Bowman

### Trama
Karen, poliziotta ed ex fidanzata di Hooker, viene uccisa. Il sergente non si dà pace e nonostante il divieto dei superiori indaga sull'omicidio.

## Incubo ad occhi aperti
- Titolo originale: Nightmare
- Diretto da: Reza Badiyi
- Scritto da: Rick Husky

### Trama
Stacy rimane coinvolta in un incidente d'auto e viene soccorsa da un giovane dottore che la porta a casa sua, dove la cura con amore e dedizione.

## Colpo finale
- Titolo originale: Shootout
- Diretto da: William Shatner
- Scritto da: Mark Rodgers

### Trama
Nel corso di un'azione per bloccare una banda di rapinatori, un agente viene ferito e muore tra le braccia di Stacy.

## Uccise per legge
- Titolo originale: Murder by Law
- Diretto da: Chuck Bowman
- Scritto da: Rick Husky

### Trama
Alcune giovani donne, di professione avvocato, vengono misteriosamente uccise. Hooker indaga e scopre che le vittime frequentavano la stessa università.

## Un bacio pericoloso
- Titolo originale: Partners in Death
- Diretto da: William Shatner
- Scritto da: Lisabeth Shatner

### Trama
Durante una missione, Corrigan salva Stacy. Tra i due nasce un profondo legame affettivo, tale da fargli trascurare il lavoro.

## Una guerra per la pace
- Titolo originale: Death Trip
- Diretto da: Chuck Bowman
- Scritto da: Joe Gores

### Trama
Un ex gangster viene ferito da uno sconosciuto. Ricoverato in ospedale, l'uomo subisce un altro attentato, ma riesce a salvarsi. Hooker decide di indagare.

## Blood Sport: parte I
- Titolo originale: Blood Sport: Part I
- Diretto da: Vincent McEveety
- Scritto da: Stan Berkowitz, Rudolph Borchert, Rick Husky, Don Ingalls e Bruce Reisman

### Trama
Hooker rivede dopo molto tempo un vecchio amico, il Senatore Grayle, ma qualcuno sembra intenzionato ad ucciderlo e il sergente decide di proteggerlo.

## Blood Sport: parte II
- Titolo originale: Blood Sport: Part II
- Diretto da: Vincent McEveety
- Scritto da: Stan Berkowitz, Rudolph Borchert, Rick Husky, Don Ingalls e Bruce Reisman

### Trama
Dopo l'assassinio di Howie Kalanuma, Hooker sembra sempre più intenzionato a capire chi si nasconde dietro alle minacce rivolte al Senatore Grayle e a sua moglie.

## Buio come la notte
- Titolo originale: Into the Night
- Diretto da: James Darren
- Scritto da: Rick Husky

### Trama
Nel corso di una rapina, un amico di Hooker viene ucciso. Il caso è affidato agli agenti federali, ma Hooker è intenzionato a smascherare gli assassini.

## La luce che uccide
- Titolo originale: Deadly Force
- Diretto da: Michael Hamilton
- Scritto da: Stephen Lord

### Trama
Durante una rapina in una gioielleria viene ferita mortalmente la nipote del tenente O'Brien. Hooker e la sua squadra danno la caccia ai rapinatori.